# Laura Schuler (Musikerin)

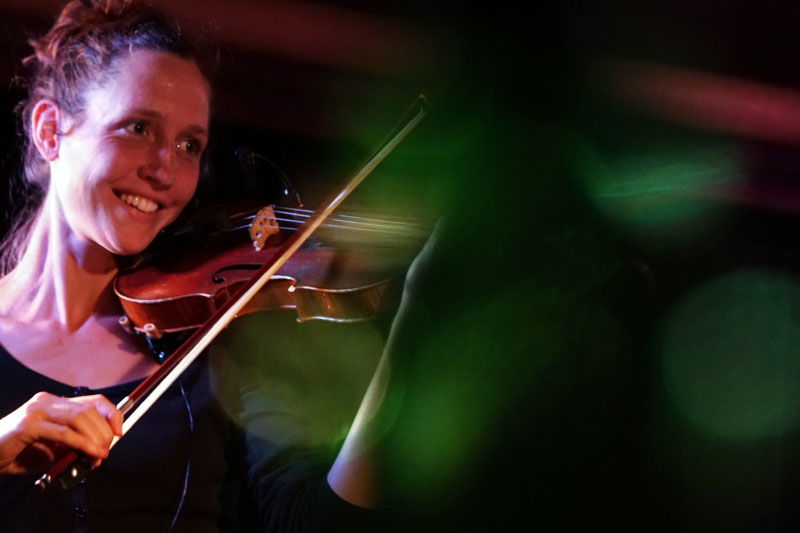
Laura Schuler
(Aarhus Jazz Festival 2017)

Laura Schuler (* 1987 in Langenthal) ist eine Schweizer Jazz- und Improvisationsmusikerin (Geige, auch Gesang, Synthesizer, Komposition); unter dem Pseudonym Kate Birch ist sie auch als Songwriterin im Bereich des Indie-Pop unterwegs.

## Leben und Wirken
Schuler wuchs in einer Musikerfamilie auf und begann mit sieben Jahren mit dem Geigenspiel. Als 16-Jährige beendete sie den klassischen Geigenunterricht, weil sie das Spielen nach Noten langweilte. Ein Jahr später begann sie wieder mit dem Geigenspiel, weil sie für sich die Improvisation entdeckt hatte. Zwischen 2008 und 2013 studierte sie Jazz an der Hochschule der Künste Bern bei Andy Scherrer, Patrice Moret und Django Bates. Ihr Masterstudium absolvierte sie von 2013 bis 2015 in Aarhus, Stockholm und Helsinki.
Seitdem arbeitete Schuler in der Schweiz, in Deutschland, Dänemark, Finnland, Schweden, Belgien, Österreich, Ungarn und Frankreich. Zwischen 2013 und 2016 tourte sie mit dem Trio Aberratio Ictus (mit Rea Dubach und Ronny Graupe), mit dem das Album Ictus Irritus (WhyPlayJazz 2015) entstand. Von 2014 bis 2017 betrieb sie ihr Quintet Kronikor (gleichnamiges Album 2018). Als Sologeigerin veröffentlichte sie 2016 ihr Debütalbum Elements and Songs bei Veto Records; beim selben Label folgte mit ihrem Quartet (mit Philipp Gropper, Hans-Peter Pfammatter und Lionel Friedli) Metamorphosis (2020). Als Co-Leaderin ist sie neben Lisa Hoppe und ihrem Bruder Luzius im Improvisationstrio Esche aktiv, mit dem sie drei Alben veröffentlichte. Mit Alfred Vogel und Ronny Graupe spielt sie im Trio Kwestia (gleichnamiges Album bei Boomslang Records 2018). Zudem arbeitete sie mit Klas Nevrin, Stephan Urwyler, Elias Stemeseder, Julian Sartorius, Silvan Jeger, Lukas Rutzen, Sebastian Strinning und Andrina Bollinger sowie beim Seltenen Orchester (Ins Blaue 2019). Als Kate Birch legte sie im Genre Electronica/Experimental die EP Sound of the City (2020) vor, 2022 folgte das Album The Fool.
Weiterhin komponierte und spielte Schuler mehrere Male live für Tanzproduktionen. Mit Luzius Schuler und Nicola Habegger organisierte sie 2018 das Festival Färbi-Jazzfest in Langenthal, das sich an ein junges Publikum richtete. Im Dezember 2018 gewann sie ein Werkstipendium der Stadt Bern, im Juli 2020 ein Stipendium für einen Aufenthalt in New York.